# Pivijay
Pivijay – miasto w Kolumbii, w departamencie Magdalena.